# Tengeritollak
A tengeritollak (Pennatulacea) a virágállatok (Anthozoa) osztályába és a nyolcosztatú virágállatok (Octocorallia) alosztályába tartozó rend.

## Rendszerezés
A rendbe az alábbi 2 alrend és 15 család tartozik:
- Sessiliflorae Kükenthal, 1915
  - Anthoptilidae Kölliker, 1880
  - Funiculinidae Gray, 1870
  - Kophobelemnidae Gray, 1860
  - Protoptilidae Kölliker, 1872
  - Umbellulidae Kölliker, 1880
  - Veretillidae Herklots, 1858
- Subsessiliflorae
  - Halipteridae Williams, 1995
  - Pennatulidae Ehrenberg, 1834
  - Virgulariidae Verrill, 1868

- incertae sedis (az alábbi 6 család nincs alrendbe foglalva):
  - Chunellidae
  - Echinoptilidae
  - Pennautlidae
  - Renillidae
  - Scleroptilidae
  - Stachyptilidae

A Wikifajok szerint a fosszilis Waiparaconidae család ide tartozik.